# Casa dei Dipinti

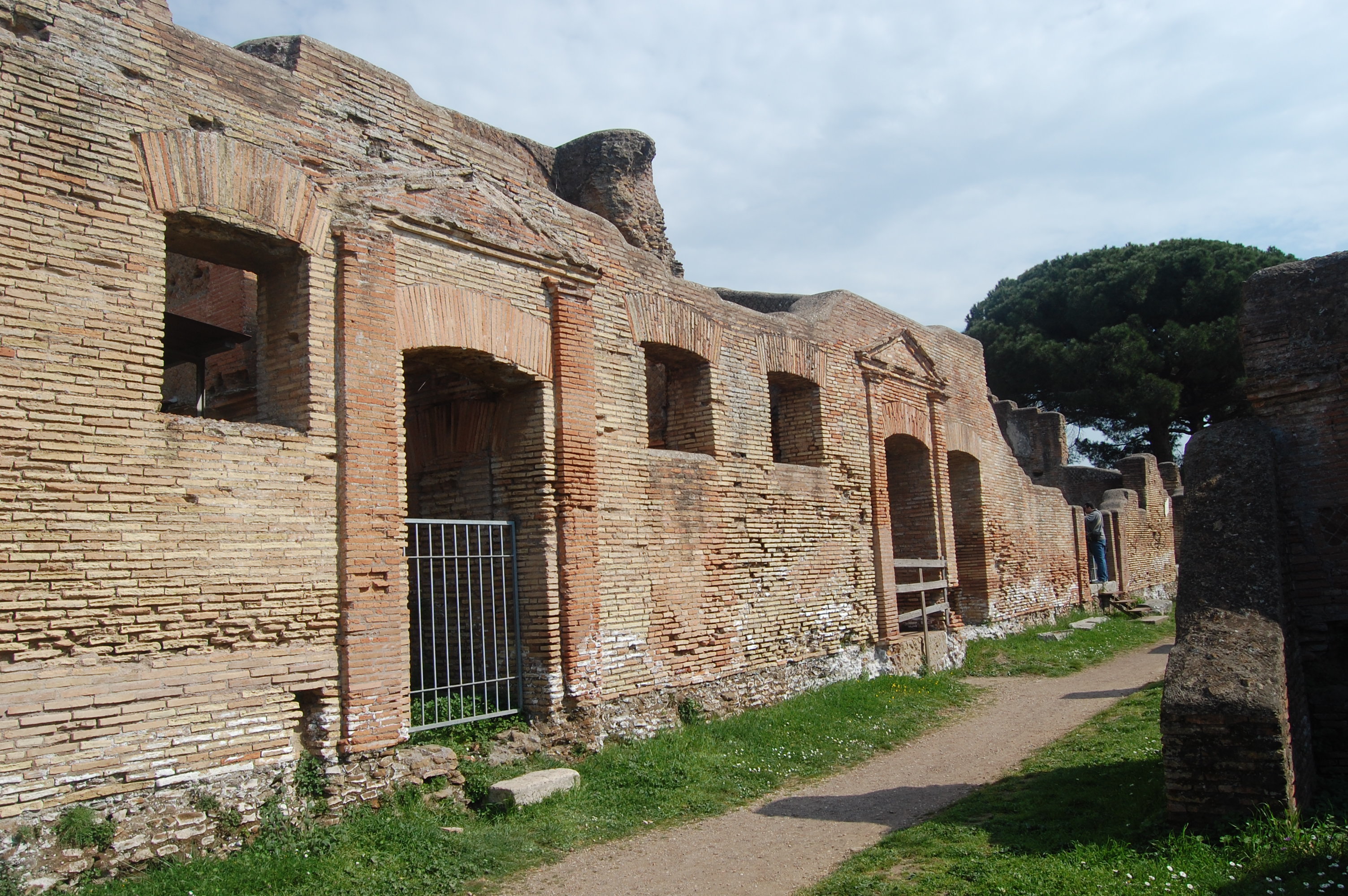
Casa dei Dipinti

Casa dei Dipinti (Haus der Malereien) ist der moderne Name eines Wohnhauses im antiken Ostia. Das Haus bildete zusammen mit mehreren anderen Häusern (siehe: Domus di Giove e Ganimede) eine Insula mit einer prächtigen Gartenanlage in der Mitte, die mit Statuen, Bänken und Marmorbecken geschmückt war. Das Haus hatte einst wohl drei bis vier Stockwerke. Die luxuriöse Etagenwohnung im unteren Teil bestand aus zwölf Zimmern; sieben Zimmer lagen im Erdgeschoss und fünf weitere im ersten Geschoss, wobei die Repräsentationsräume ca. 6 m, die anderen Zimmer nur 3 m hoch waren. 
Das Haus wurde in hadrianischer Zeit errichtet und in severischer Zeit umgebaut. Es ist wohl aber noch im frühen Mittelalter bewohnt gewesen. Das Haus bildet ein gutes Beispiel für den gehobenen Wohnluxus einer reichen Bürgerschicht im zweiten nachchristlichen Jahrhundert in einer großen römischen Stadt. Die Wandmalereien (Dipinti), die dem Haus ihren Namen gaben, sind heute verloren.